# James Cooley
James William Cooley (* 18. September 1926; † 29. Juni 2016) war ein US-amerikanischer Mathematiker.

## Ausbildung und beruflicher Werdegang
Er studierte angewandte Mathematik und erwarb 1949 seinen Bachelor am Manhattan College, New York City, 1951 seinen Master und 1961 seinen Doktorgrad an der Columbia University.
Von 1953 bis 1956 war er Programmierer an John von Neumanns Computer im Institute for Advanced Study in Princeton (New Jersey).
Von 1956 bis 1962 arbeitete er an quantenmechanischen Berechnungen am Courant Institute of Mathematical Sciences der New York University, dann wechselte er zur IBM und forschte am Thomas J. Watson Research Center.
Nach seiner Pensionierung 1991 wurde er an die University of Rhode Island berufen, wo er am College of Engineering arbeitete und als außerordentlicher Professor an Forschungsprojekten zur Signalentdeckung beteiligt war.
Er erhielt die IEEE Jack S. Kilby Signal Processing Medal. Er war IEEE Fellow.

## Werk
Sein wichtigster Beitrag zur Mathematik und zur digitalen Signalverarbeitung ist sein gemeinsam mit John W. Tukey entwickelter und 1965 veröffentlichter Algorithmus zur computergestützten schnellen Fourier-Transformation.